# Huiscomulco
Huiscomulco är en ort i Mexiko.   Den ligger i kommunen Zitlala och delstaten Guerrero, i den södra delen av landet, 190 km söder om huvudstaden Mexico City. Huiscomulco ligger 1 634 meter över havet och antalet invånare är 390.
Terrängen runt Huiscomulco är kuperad åt sydväst, men åt nordost är den bergig. Runt Huiscomulco är det ganska glesbefolkat, med 40 invånare per kvadratkilometer. Närmaste större samhälle är Chilapa de Alvarez, 16,5 km söder om Huiscomulco. I omgivningarna runt Huiscomulco växer huvudsakligen savannskog.